# Alfons II (władca Konga)
Dom Alfons II (Mpemba Nzinga) – manikongo w 1561.

## Życiorys
Prawdopodobnie był nieślubnym synem Dioga I. Tron objął dzięki poparciu Portugalczyków. W tym samym roku został zamordowany przez Nzingę Mbembę, który wstąpił na tron jako Bernard I.